# Wycieczka na wieś
Wycieczka na wieś (fr. Partie de campagne, ang. A Day in the Country) – francuski krótkometrażowy melodramat filmowy z 1936 roku, w reżyserii i według scenariusza Jeana Renoira. Film jest oparty na opowiadaniu z 1881 roku autorstwa Guy de Maupassanta, który był przyjacielem ojca Renoira, malarza Auguste’a Renoira. Obraz jest opowieścią o przelotnym romansie w trakcie letniego popołudnia 1860 roku nad brzegiem Sekwany.
Renoir nigdy nie ukończył zdjęć z powodu problemów z pogodą. Gdy w 1940 roku Francja stała się obiektem agresji hitlerowskiej, a Renoir opuścił Francję, producent filmu Pierre Braunberger przed aresztowaniem (ze względu na swe żydowskie pochodzenie) zdołał ukryć materiał filmowy. Do projektu wrócił po wyzwoleniu Paryża, montując nieukończony materiał w 1946 roku, dziesięć lat po jego nakręceniu. Joseph Burstyn opublikował film w USA w 1950 roku, a w 2013 na płytach Blu-ray ukazała się odrestaurowana wersja filmu w rozdzielczości 2K. Philip Kemp nazwał dzieło Renoira „najlepszym nieukończonym filmem w historii”.

## Obsada
- Sylvia Bataille jako Henriette
- Georges D’Arnoux jako Henri
- Jane Marken jako Madame Dufour
- André Gabriello jako Monsieur Dufour
- Jacques B. Brunius jako Rodolphe
- Paul Temps jako Anatole
- Gabrielle Fontan jako Babcia
- Jean Renoir jako wujek Poulain
- Marguerite Renoir jako kelnerka

## Produkcja
Przyszli czołowi reżyserzy, Jacques Becker i Luchino Visconti, byli odpowiednio asystentem reżysera i scenografem. Film został nakręcony w lipcu, gdy w wyborach zwyciężył Front Ludowy, a pracodawcy wynegocjowali porozumienie przewidujące podwyżki płac, 40-godzinny tydzień pracy, prawa związkowe, płatne urlopy i lepsze usługi socjalne.